# Medalha de Dador de Sangue
A Medalha de Dador de Sangue é uma condecoração civil portuguesa que é conferida para galardoar e reconhecer publicamente a dedicação inerente à dádiva benévola de sangue.
A Medalha foi criada em 2 de janeiro de 1958. É concedida pelo Ministro da Saúde, e acompanhada de certificado.

## Graus
A Medalha de Dador de Sangue compreende 4 graus:
- Medalha dourada (100 dádivas) - a conceder aos dadores que tenham completado 100 dádivas de sangue;
- Medalha dourada - a conceder aos dadores que tenham completado 60 dádivas de sangue;
- Medalha prateada - a conceder aos dadores que tenham completado 40 dádivas;
- Medalha cobreada - a conceder aos dadores que tenham completado 20 dádivas.